# Hořiněveské lípy
Hořiněveské lípy (320 m n. m.) je vrch v okrese Hradec Králové Královéhradeckého kraje. Leží asi 1 km jihovýchodně od obce Hořiněves, vrcholem na katastrálním území Hořiněvsi a východním svahem na území obce Račice nad Trotinou.
Hořiněveské lípy jsou též dvě památné lípy malolisté (Tilia cordata) rostoucí na zdejším vrchu, dříve zvaném Rejdiště, dnes též Tumplac.

## Popis vrchu
Je to výrazná svědecká plošina, krytá říčními štěrky a písky staropleistocenní říční terasy Labe, spočívajícími na vápnitých jílovcích středního až svrchního turonu. Západní svahy jsou zčásti zalesněné. Na západě je přírodní rezervace Hořiněveská bažantnice (dubohabřina s bohatým bylinným
podrostem). Je to výhledové místo.

## Geomorfologické zařazení vrchu
Geomorfologicky vrch náleží do celku Východolabská tabule, podcelku Chlumecká tabule a okrsku Libčanská plošina.

## Lípy
Památných lip zde rostlo více, nejstarší z nich byly více než 500 let staré (z jedné se dochovalo pouze torzo), další má obvod kmene okolo 500 cm a výšku asi 20 m.
Vedle ní roste mladší lípa vysoká asi 22 m se stářím okolo 150 let a jejich těsné blízkosti byly vysázeny v posledních letech další dvě lípy.
Pod Hořiněveskými lípami se nachází pomník z války roku 1866 postavený na počest padlých příslušníků rakouského 57. pěšího pluku v bitvě u Hradce Králové dne 3. 7. 1866.